# Leupoldstein
Leupoldstein ist ein Gemeindeteil der Stadt Betzenstein im Landkreis Bayreuth (Oberfranken, Bayern). Die Gemarkung Leupoldstein hat eine Fläche von 3,657 km². Sie ist in 760 Flurstücke aufgeteilt, die eine durchschnittliche Flurstücksfläche von 4811,86 m² haben. In ihr liegt neben dem namensgebenden Ort der Gemeindeteil Altenwiesen.

## Geografie
Das im Norden der Pegnitz-Kuppenalb gelegene Dorf befindet sich etwa zweieinhalb Kilometer nordwestlich des Ortszentrums von Betzenstein und liegt auf einer Höhe von 547 m ü. NHN.

## Geschichte
Der Ort wurde 1112 als „Luipoldestein“ erstmals urkundlich erwähnt. Das Bestimmungswort des Ortsnamens ist der Personenname Luitpold.
Durch die zu Beginn des 19. Jahrhunderts im Königreich Bayern durchgeführten Verwaltungsreformen wurde die Ortschaft eine Ruralgemeinde, zu der der Weiler Altenwiesen gehörte. Im Zuge der Gebietsreform in Bayern wurde die gesamte Gemeinde Leupoldstein am 1. Januar 1972 in die Stadt Betzenstein eingegliedert.

## Verkehr
Die Bundesstraße 2 durchläuft den Ort aus dem Südwesten von Hiltpoltstein her kommend und führt in nordöstliche Richtung weiter nach Weidensees. Im nordöstlichen Ortsbereich von Leupoldstein wird die Bundesstraße von der Staatsstraße 2163 gekreuzt, die Weidensees mit Betzenstein verbindet. Eine Zufahrt auf die Bundesautobahn 9 ist bei der etwa sieben Kilometer südöstlich gelegenen Anschlussstelle Plech möglich.

## Baudenkmäler
In Leupoldstein befinden sich zwei Baudenkmäler, nämlich zwei Wohnstallhäuser aus dem 18. bzw. 19. Jahrhundert.